# Nevio De Zordo
Nevio De Zordo   (Cibiana di Cadore, 11 de març de 1943 - Colònia, 26 de març de 2014) fou un pilot de bob italià que va competir durant les dècades de 1960 i 1970.
El 1972 va prendre part en els Jocs Olímpics d'Hivern de Sapporo, on va guanyar la medalla de plata en la prova de bobs a quatre del programa de bob. Formà equip amb Corrado dal Fabbro, Adriano Frassinelli i Gianni Bonichon. Quatre anys més tard, als Jocs d'hivern d'Innsbruck disputà les dues proves del programa de bob, però en ambdues finalitzà més enllà de la desena posició.
En el seu palmarès també destaquen dues medalles d'or i dues de plata al Campionat del món de bob.